# Myospalax psilurus
Myospalax psilurus — вид мишоподібних гризунів родини сліпакові (Spalacidae).

## Поширення
Вид зустрічається в Росії на Забайкаллі, Монголії та на сході Китаю.

## Опис
Тіло завдовжки 19-23,8 см, хвіст — 3,4-5 см, вага — до 456 г. Забарвлення тіла від темно-сірого до світлого, охристого кольору. У липні народжує 2-5 дитинчат.